# 水樹奈々のオールナイトニッポンR
水樹奈々のオールナイトニッポンR（みずきななのオールナイトニッポンアール）は、ニッポン放送の人気深夜番組オールナイトニッポンRのラジオ番組。パーソナリティは声優の水樹奈々。

## 放送時間
- 2006年5月6日　土曜日27時 - 28時30分（一部地域27時 - 28時）

## 概要
水樹奈々にとってはニッポン放送における初の冠番組。番組内で水樹奈々の活動、自身の生い立ち、CDの宣伝、数々の特別企画を行った。また、番組の途中で中村美律子の「河内おとこ節」をカラオケで歌った。最後に「ニッポン放送バンザイ!!」と叫んだ。

## コーナー

### 水樹監督が選ぶ阪神タイガースベストナイン
水樹奈々が自分が阪神タイガースの監督だったら、こういう開幕オーダーにするなぁというのを発表するコーナー。オーダーを発表する前に阪神についてを語り、オーダー発表時にも阪神の各選手について熱く語っていた。

### 水樹七不思議（水樹奈々不思議）
水樹奈々に7つの質問をするコーナー。質問はくじ引き方式で決められる。7つといいながら、コーナー自体では3つしかやらずに終わってしまった。その代わりにエンディングで残りの4つの質問に答えた。

### 水樹セレクション
水樹奈々がオススメする曲をエピソードを交えて紹介するコーナー。最後には宣伝もかねて、自分の曲を選んだ。
- 「Perfect」フェアーグラウンド・アトラクション
- 「ラブリー」小沢健二
- 「南の花嫁さん」高峰三枝子
- 「残光のガイア」水樹奈々